# Illa Signy
L'illa Signy és una petita illa de l'arxipèlag de les Òrcades australs a l'Antàrtida, situada a 60° 43′ S, 45° 36′ O / 60.717°S,45.600°O.
Les seves dimensions aproximades són de 6,5 km de llarg per 5 km d'amplada i s'aixeca fins als 288 msnm. La major part de l'illa roman coberta pel gel. Les temperatures mitjanes arriben als 0 °C i cau aproximadament fina els -10 °C a l'hivern. Les temperatures màximes i mínimes volten els 12 °C i -44 °C, respectivament.
Possiblement va ser cartografiada per James Weddell el 1825. Va ser nomenada així pel  balener  noruec Petter Martin Mattias Koch en honor de la seva esposa Signy Therese.
El British Antarctic Survey manté la  Base de Recerca Signy, una estació científica per la recerca en biologia. La base va ser oberta el 18 de març de 1947, en el lloc on es trobava l'estació balenera fins als anys 1920. La base tenia personal durant tot l'any fins al 1996; des d'aquell any està estat ocupada només de novembre a abril. Té capacitat per a 10 persones aproximadament.

## Reclamacions territorials
L'Argentina inclou l'illa al Departament Illes de l'Atlàntic Sud dins de la província de Terra del Foc, Antàrtida i Illes de l'Atlàntic Sud i el Regne Unit la fa part del Territori Antàrtic Britànic, però ambdues reclamacions estan suspeses en virtut del Tractat Antàrtic.
Nomenclatura dels països reclamants:
- Argentina: isla Signy
- Regne Unit: Signy Island

## Galeria

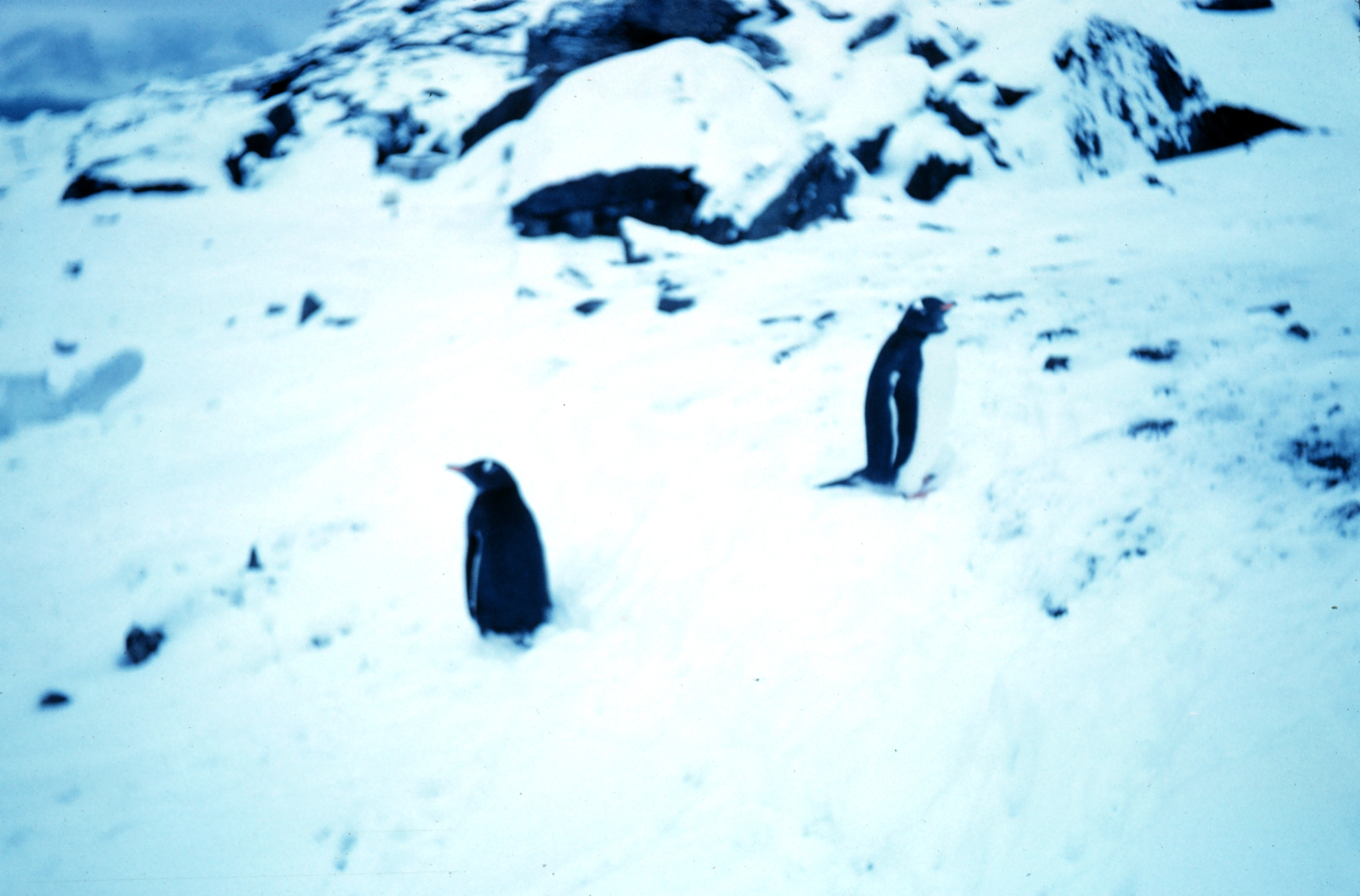
Vista de Signy
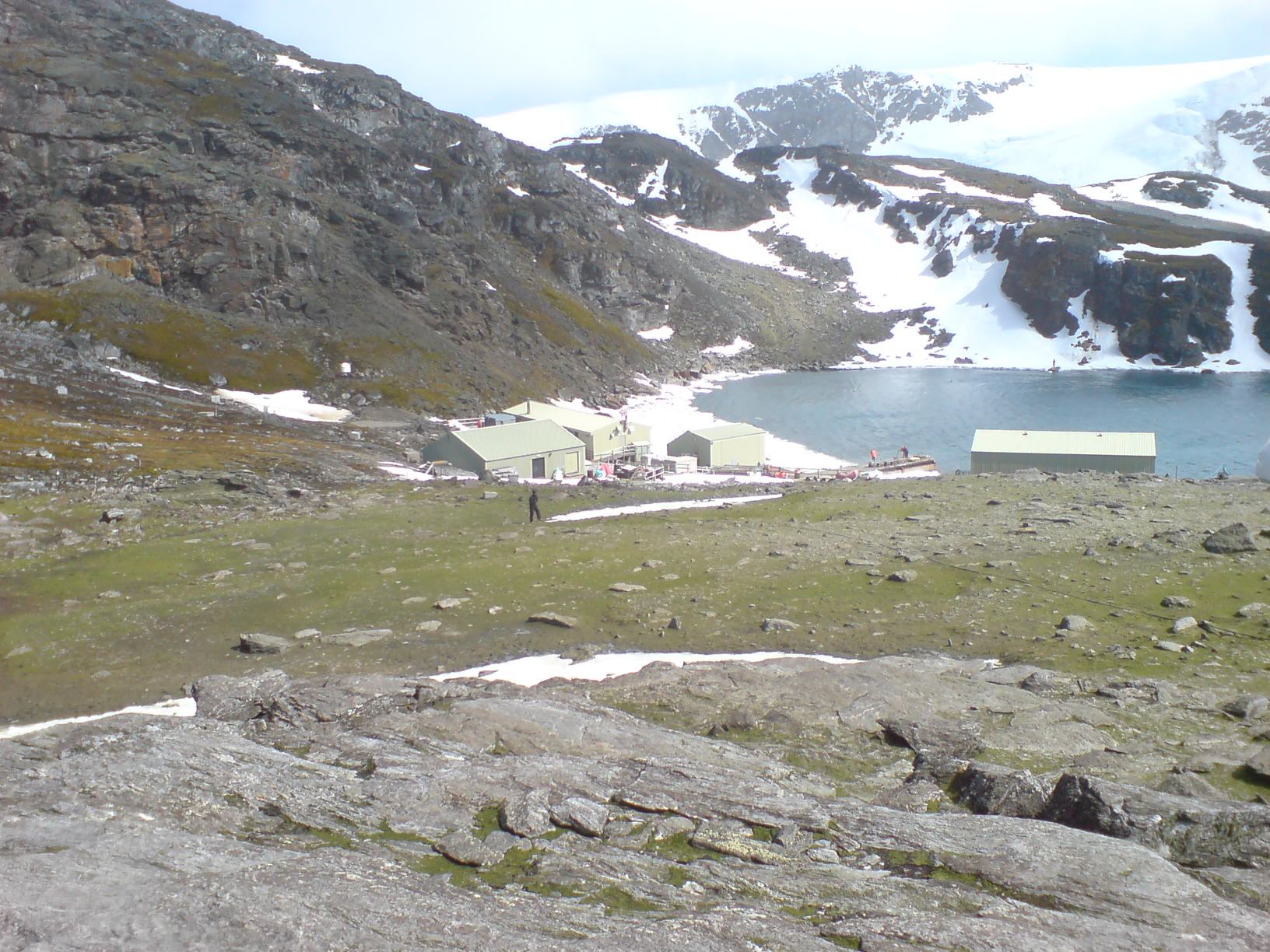
Base Signy
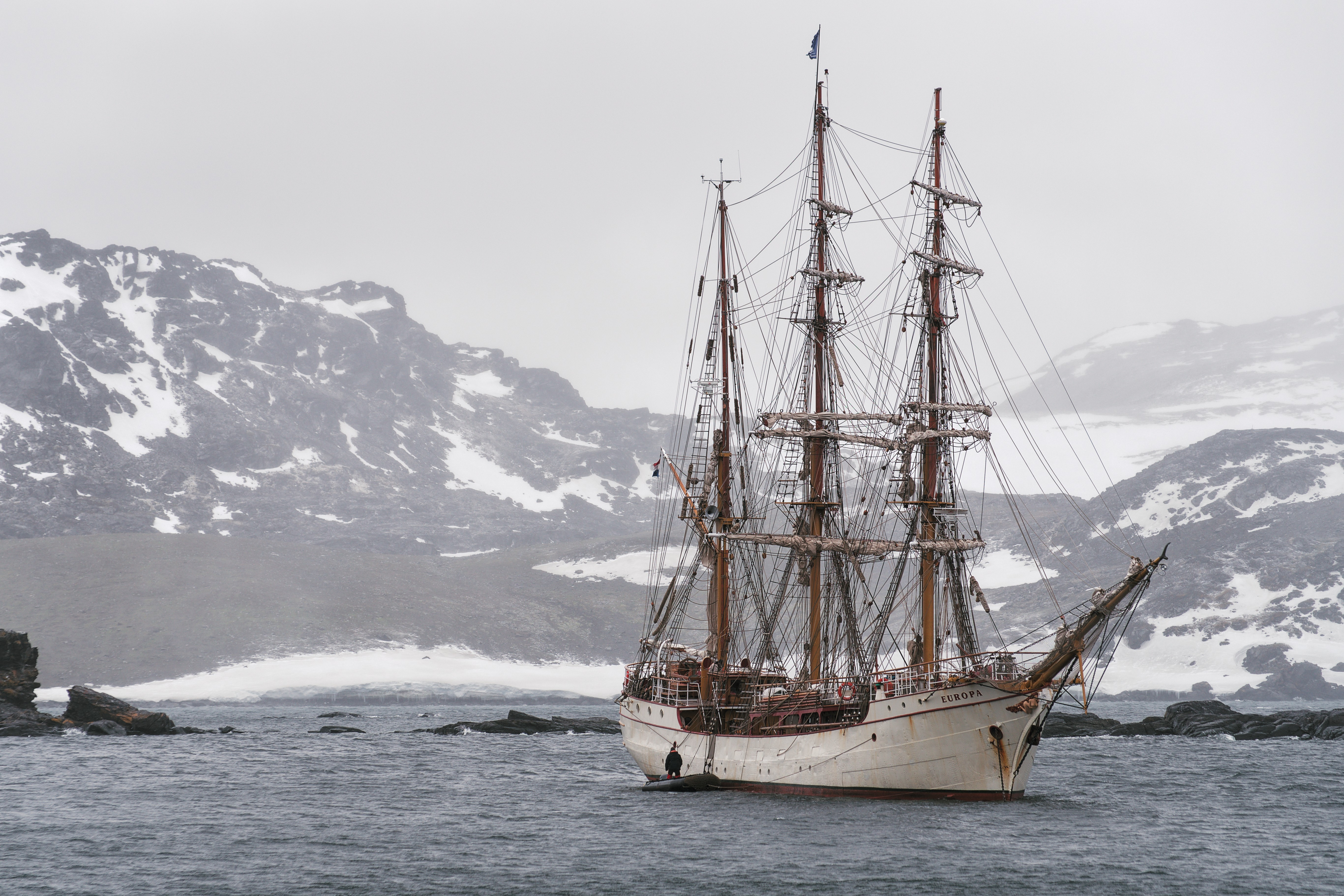
Bark Europa at Signy